# آرثر سينغر
آرتر سينغر (بالإنجليزية: Arthur B. Singer)‏ (1917-1990) فنان أمريكي مختص بمجال الحياة البرية وبشكل أساسي في رسم الطيور.

## مهنته
خريج اتحاد كوبر لتقدم العلوم والفنون (Cooper Union) وأول متسلم لميداليتها للأعمل المتميزة. وقد ساعده انتباهه المجتهد للتفاصيل وتقنيته الرائدة وحسن تميزه للتصماميم الفنية في جعله من أبرع رسامي الطيور في العالم اليوم، لقد زود بالرسومات التوضيحية أكثر من 20 كتاب ومنشورات رئيسية لاتعد، لكن ربما كان أفضل مايكون معروفا عبر أمريكا الشمالية وأوروبا لعمله في أكثر عملين نجاحا واحتراما- طيور أمريكا الشمالية والدليل إلى طيور بريطانيا وأوروبا.

## وصلات خارجية
- http://www.singerarts.com/arthursinger/bio.htm